# Kanton Saint-Sulpice-les-Feuilles
Kanton Saint-Sulpice-les-Feuilles is een voormalig kanton van het Franse departement Haute-Vienne. Kanton Saint-Sulpice-les-Feuilles maakte deel uit van het arrondissement Bellac en telde 4299 inwoners in 1999. Het werd opgeheven bij decreet van 20 februari 2014, met uitwerking op 22 maart 2015. Alle gemeenten werden toegevoegd aan het kanton Châteauponsac.

## Gemeenten
Het kanton Saint-Sulpice-les-Feuilles omvat de volgende gemeenten:
- Arnac-la-Poste
- Cromac
- Jouac
- Les Grands-Chézeaux
- Lussac-les-Églises
- Mailhac-sur-Benaize
- Saint-Georges-les-Landes
- Saint-Martin-le-Mault
- Saint-Sulpice-les-Feuilles (hoofdplaats)